# ISO 3166-2:GD
ISO 3166-2:GD – kody ISO 3166-2 dla podjednostek administracyjnych Grenady.
Kody ISO 3166-2 to część standardu ISO 3166 publikowanego przez Międzynarodową Organizację Normalizacyjną. Kody te są przypisywane głównym jednostkom podziału administracyjnego, takim jak np. województwa czy stany, każdego kraju posiadającego kod w standardzie ISO 3166-1.
Aktualnie (2017) dla Grenady zdefiniowano kody dla 6 parafii i 1 terytorium zależnego.
Pierwsza część oznaczenia to kod Grenady zgodnie z ISO 3166-1, natomiast druga część oznaczenia znajdująca się po myślniku to dwucyfrowy kod jednostki administracyjnej.

## Kody ISO
| Kod ISO | Nazwa jednostki administracyjnej                 | Rodzaj jednostki administracyjnej |
| ------- | ------------------------------------------------ | --------------------------------- |
| GD-01   | Saint Andrew                                     | parafia                           |
| GD-02   | Saint David                                      | parafia                           |
| GD-03   | Saint George                                     | parafia                           |
| GD-04   | Saint John                                       | parafia                           |
| GD-05   | Saint Mark                                       | parafia                           |
| GD-06   | Saint Patrick                                    | parafia                           |
| GD-10   | Wschodnie Grenadyny (Carriacou i Mała Martynika) | terytorium zależne                |